# Nicola Rohrbach
 (février 2023).
La mise en forme du texte ne suit pas les recommandations de Wikipédia : il faut le « wikifier ».
Les points d'amélioration suivants sont les cas les plus fréquents. Le détail des points à revoir est peut-être précisé sur la page de discussion.
- Les titres sont pré-formatés par le logiciel. Ils ne sont ni en capitales, ni en gras.
- Le texte ne doit pas être écrit en capitales (les noms de famille non plus), ni en gras, ni en italique, ni en « petit »…
- Le gras n'est utilisé que pour surligner le titre de l'article dans l'introduction, une seule fois.
- L'italique est rarement utilisé : mots en langue étrangère, titres d'œuvres, noms de bateaux, etc.
- Les citations ne sont pas en italique mais en corps de texte normal. Elles sont entourées par des guillemets français : « et ».
- Les listes à puces sont à éviter, des paragraphes rédigés étant largement préférés. Les tableaux sont à réserver à la présentation de données structurées (résultats, etc.).
- Les appels de note de bas de page (petits chiffres en exposant, introduits par l'outil «  Source ») sont à placer entre la fin de phrase et le point final[comme ça].
- Les liens internes (vers d'autres articles de Wikipédia) sont à choisir avec parcimonie. Créez des liens vers des articles approfondissant le sujet. Les termes génériques sans rapport avec le sujet sont à éviter, ainsi que les répétitions de liens vers un même terme.
- Les liens externes sont à placer uniquement dans une section « Liens externes », à la fin de l'article. Ces liens sont à choisir avec parcimonie suivant les règles définies. Si un lien sert de source à l'article, son insertion dans le texte est à faire par les notes de bas de page.
- La présentation des références doit suivre les conventions bibliographiques. Il est recommandé d'utiliser les modèles {{Ouvrage}}, {{Chapitre}}, {{Article}}, {{Lien web}} et/ou {{Bibliographie}}. Le mode d'édition visuel peut mettre en forme automatiquement les références.
- Insérer une infobox (cadre d'informations à droite) n'est pas obligatoire pour parachever la mise en page.

Pour une aide détaillée, merci de consulter Aide:Wikification.
Si vous pensez que ces points ont été résolus, vous pouvez retirer ce bandeau et améliorer la mise en forme d'un autre article.
 (février 2023).
Nicola Rohrbach, né le 20 aout 1986 en suisse, est un coureur cycliste suisse spécialiste du VTT cross-country et du cyclo-cross membre de l'équipe UCI VTT Goldwurst-Power - Stöckli.
Il a notamment remporté le Roc d'Azur en 2018 et terminé trois fois troisième lors des championnats de Suisse de cyclo-cross en 2016, 2017 et 2020.

## Biographie
Nicola Rohrbach commence le vélo en 1994, il fait partie du club de VC Schötz et il réside à Langenbruck en Suisse. Ses points forts sur le vélo sont les parcours techniquement exigeants. Il pratique le VTT Marathon, le VTT XCO, le VTT XCE et le Cyclo-cross. Il participe à plusieurs manches de la Coupe de Monde de VTT et de la Coupe du monde Cyclo-cross au cours de sa carrière.
En dehors du vélo il aime les sports de neige, la musique et la cuisine. Il est électricien de profession avant de devenir Cycliste professionnel.
En  2017, il est sélectionné pour représenter son pays aux championnats du monde de cyclo-cross.

## Palmarès

### VTT[1]
saison 2008-2009:
14e à Fréjus - Roc d'Azur
3e à Salzdetfurth - Bundesliga XCO
saison 2009-2010:
8e à Gränichen - Championnat de Suisse VTT XCO
23e à Haïfa - Championnat d'Europe de VTT XCO
21e à Offenbourg - Coupe de Monde VTT XCO
saison 2010-2011:
14e à Fréjus - Roc d'azur
9e à Nové MěstoNove Mesto - Coupe du Monde VTT XCE
2e à Macornay - Raid VTT Jura
11e à Yorkshire - Coupe du Monde VTT XCE
saison 2011-2012:
1e à Lostorf - Argovia Vittoria-Fischer Bike Cup
6e à Fréjus - Roc d'azur Marathon
13e à Ornans - Championnat du monde de VTT Marathon
8e à Moutier - Championnat de Suisse VTT Marathon
16e à Bâle - BMC Racing Cup
10e à Balgach - Championnat de Suisse VTT XCO
3e à Balgach - Championnat de Suisse VTT XCE
5e à Davos - BMC Racing Cup
1e à Lostorf - Argovia Geax-Fischer Cup
19e à Gränichen - BMC Racing Cup
13e à Lugano - BMC Racing Cup
16e à Houffalize - Coupe duu Monde VTT XCE
9e à Buchs - BMC Racing Cup
saison 2012-2013:
2e à Haïfa
2e à Misgav
2e à Langendorf - Argovia Geax-Fischer Cup
9e à Bâle - BMC Racing Cup
23e Mont Sainte-Anne - Coupe du Monde VTT XCO
10e à Davos - BMC Racing Cup
18e à Bern - Championnat d'Europe VTT XCO
22e à Val di Sole - Coupe de Monde VTT XCO
7e à Granichen - BMC Racing Cup
23e à Nove Mestro - Coupe du Monde VTT XCO
9e à Lugano - BMC Racing Cup
13e à Schaan - BMC Racing Cup
saison 2013-2014:
1e à Langendorf - Argovia Geax-Fischer Cup
7e à Muttenz - BMC Racing Cup
15e à Soleure - BMC Racing Cup
15e à Pietermaritzburg - Coupe du monde VTT XCO
18e à Lugano - BMC Racing Cup
saison 2014-2015:
2e à Muttenz - BMC Racing Cup
1e à Obertraun - Autumn Ride Ultimate MTB Battle
17e à Val di Sole - Coupe du monde VTT XCO
1e à Lostroff - Argovia Geax-Fischer Bike Cup
saison 2015-2016:
2e à Fontana
2e à Monterrey - US Cup
4e à San Dimas - US Cup
6e à Lostroff - Argovia Vittoria-Fischer Bike Cup
8e à Evolène - Championnat de Suisse de VTT
12e à Riva del Garda - Enduro Bike Festival
2e au Cap - ABSA Cape Epic - Classement générale
1e à Cap - ABSA Cape Epic - étapes 2 et 5
saison 2016-2017:
1e à Gstaad - Snow Bike Festival - VTT sur neige
3e à Cap - Cross-country Olympic
3e au Cap - ABSA Cape Epic
2e à Jablonné v Podještěd - International MTB Marathon Malevil Cup, VTT-Marathon
2e à Lostorf - Argovia Vittoria-Fischer Bike Cup
3e à Saint-Moritz - Engadin Bike Giro
1e à Fréjus - Roc d'azur 
15e à Fréjus - Roc d'azur Marathon
4e à La Clusaz - Roc des alpes Marathon
4e à Bâle - Coupe de suisse VTT XCO
6e à Singen - Championnat du monde de VTT marathon
saison 2017-2018:
15e à Val di Sole - Coupe du monde VTT XCO
21e à Mont Sainte-Anne - Coupe du monde VTT XCO
7e à Andermatt - Championnat de Suisse de VTT XCO
12e à Glasgow - Championnat d'Europe VTT XCO
25e à Mesto na Morave - Coupe du Monde de VTT XCO
12e à Mesto na Morave - Coupe du Monde de VTT XCC
10e à Albstadt - Coupe du Monde de VTT XCO
16e à Albstadt - Coupe du Monde de VTT XCC
25 à Stellenbosch - Coupe du Monde VTT XCO
2e à Gstaad - Snow bike Festival - VTT sur neige
5e à Cap - Cape Epic classement générale
1e à Cap - Cape Epic prologue et étape 4
2e à San Dimas - US Cup
4e à Fontana - US Cup
saison 2018-2019:
19e Championnat de Suisse de VTT XCO
saison 2019-2020:
6e à Langendorf - Argovia Vittoria-Fischer Bike Cup
8e à Gränichen - Championnat de Suisse de VTT XCO
saison 2020-2021:
15e à Gstaad - Championnat de Suisse de VTT XCO
1e à Saint-Moritz - Swiss Epic
14e à Einsiedeln - Championnat de Suisse de VTT Marathon
saison 2021-2022:
16e à Arosa - Swiss Epic
|                                                  | 2009-2010 | 2010-2011 | 2011-2012 | 2012-2013 | 2013-2014 | 2014-2015 | 2015-2016 | 2016-2017 | 2017-2018 | 2018-2019 | 2019-2020 | 2020-2021 |
| ------------------------------------------------ | --------- | --------- | --------- | --------- | --------- | --------- | --------- | --------- | --------- | --------- | --------- | --------- |
| Coupe du Monde VTT XCO (Classement générale)[12] | 79e       |           |           | 150e      | 34e       | 17e       | 44e       | 77e       | 61e       | 19e       | 129e      |           |
| Championnat de Monde VTT XCO                     |           |           |           |           |           |           |           |           | 39e       |           |           |           |
| Championnat de Monde VTT Marathon                |           |           | 13e       |           |           |           |           | 6e        |           |           |           |           |
| Championnat d'Europe VTT XCO                     | 23e       |           |           | 18e       |           |           |           |           | 12e       |           |           |           |
| Championnat de Suisse VTT XCO                    | 6e        |           | 10e       | 10e       |           |           | 8e        |           | 7e        | 19e       | 8e        | 15e       |
| Championnat de Suisse VTT Marathon               |           |           |           |           |           |           |           |           |           |           |           | 14e       |

### Cyclo-cross
- 2015-2016
  - 3e du championnat de Suisse de cyclo-cross[9]
- 2016-2017
  - 3e du championnat de Suisse de cyclo-cross[10]
- 2017-2018
  - 3e de l'EKZ CrossTour
- 2018-2019
  - 6e du championnat de Suisse de cyclo-cross[11]
- 2019-2020
  - 3e du championnat de Suisse de cyclo-cross[12]
- 2020-2021
  - 8e du championnat de Suisse de cyclo-cross

|                                       | 2009-2010 | 2011-2012 | 2012-2013 | 2013-2014 | 2014-2015 | 2015-2016 | 2016-2017 | 2017-2018 | 2018-2019 | 2019-2020 | 2020-2021 |
| ------------------------------------- | --------- | --------- | --------- | --------- | --------- | --------- | --------- | --------- | --------- | --------- | --------- |
| EKZ CrossTour                         |           |           |           |           | 48e       |           | 17e       | 3e        | 16e       | 33e       | 43e       |
| Championnats de Suisse de cyclo-cross | 18e       | 14e       | 9e        | 9e        |           | 3e        | 3e        | 11e       | 6e        | 3e        | 8e        |
| Championnats du monde de cyclo-cross  |           |           |           |           |           |           | 15e       |           |           | 22e       |           |